# Takykardi
Takykardi eller hjärtrusning är den medicinska termen för onormalt hög hjärtfrekvens, att hjärtat slår för snabbt, oavsett om orsaken är medfödd eller förvärvad. En vilopuls på över 100 slag per minut räknas som takykardi för vuxna, medan referensvärdena för barn är högre.
Takykardi kan av den drabbade uppfattas som palpitationer eller hjärtklappning, med eller utan bröstsmärtor. Det är dock inte alla som har några besvär.
Takykardi räknas som en arytmi (hjärtrytmrubbning), oavsett om hjärtslagen slår regelbundet eller oregelbundet. Ett flertal hjärtsjukdomar ger regelbunden hjärtrusning, däribland förmaksfladder och sinustakykardi. Oregelbunden hjärtrusning kan vara ett tecken på förmaksflimmer. Takykardi kan också vara ett tecken på akut drogförgiftning, abstinens, vissa endokrina sjukdomar (till exempel giftstruma), näringsbrist, allvarliga infektioner och andra sjukliga tillstånd som påverkar kroppens alla system. Vid psykisk eller fysisk ansträngning ökar också pulsen, varför takykardi också kan vara ett tecken på panikångest, skräck, kraftig nedkylning och kroppslig överansträngning, då pulsen också är stark.
Takykardi med svag puls är ett tecken på akut hjärtsvikt och medicinsk chock, båda akuta tillstånd. Plötslig takykardi som också avklingar plötsligt, ska också utredas eftersom det tyder på en fysisk sjukdom. Psykiska tillstånd ger istället ofta takykardier som uppkommer och avklingar långsamt.
Om takykardin uppkommer tillsammans med bröstsmärta, andfåddhet, yrsel och förändrat medvetandetillstånd bör personen omedelbart söka vård.